# Kenkichi Tomimoto
Kenkichi Tomimoto (富本憲吉, Tomimoto Kenkichi), né le 5 juin 1886 - mort le 8 juin 1963, est un potier japonais.

## Biographie
Sa famille est originaire de la préfecture de Nara.
Il a reçu une commande pour concevoir une grande étagère japonaise en zelkova appelée kingin-sai kazari tsubo pour la salle d'audience Ume-no-Ma du  palais impérial de Tokyo.

## Honneurs
Titulaire de l'Ordre de la Culture, il a également été nommé Trésor national vivant du Japon.
Le Musée mémorial Tomimoto Kenkichi qui lui est dédié a été inauguré en 1974 à Ando dans la préfecture de Nara.

## Source de la traduction
- (en) Cet article est partiellement ou en totalité issu de l’article de Wikipédia en anglais intitulé « Tomimoto Kenkichi » (voir la liste des auteurs).